# 29a cerimònia dels Premis César
La 29a cerimònia dels Premis César — també coneguts com Nuit des César — que premiava les pel·lícules estrenades el 2003, va tenir lloc el 21 de febrer de 2004 al Théâtre du Châtelet.

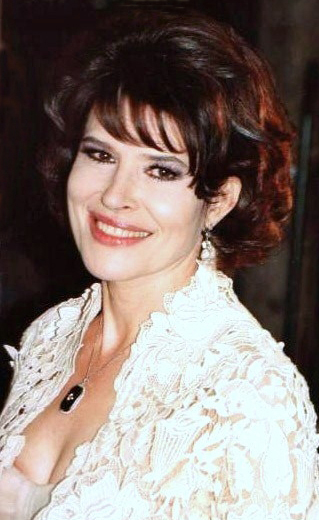
Fanny Ardant a la cerimònia

Va ser presidida per Fanny Ardant, presentada per Gad Elmaleh i emesa a Canal+.

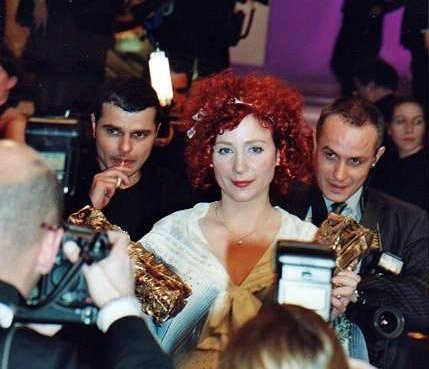
Julie Depardieu recollint el premi

## Presentadors i ponents
- Fanny Ardant, presidenta de la cerimònia
- Gad Elmaleh, mestre de cerimònies
- Fabrice Luchini, per l'entrega del César Honorari a Micheline Presle
- Laetitia Casta, per l'entrega del César a la millor actriu secundària
- Sandrine Bonnaire, per la presentació del César al millor director
- Carole Bouquet, per la presentació del César al millor actor
- Julie Gayet, pel premi César al millor curtmetratge
- Agnès Jaoui, per la lectura d'una declaració a favor dels treballadors intermitents de la indústria de l'espectacle

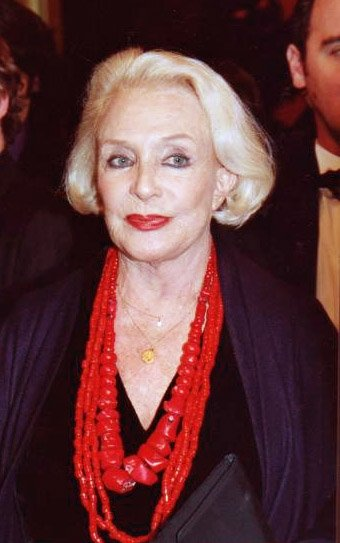
Micheline Presle, César d'honor

- Michaël Youn

## Desenvolupament
La sorpresa de la nit va ser la pel·lícula quebequesa Les Invasions barbares de Denys Arcand, que de quatre nominaciones en va guanyar tres: millor pel·lícula, millor guió i millor director. Alhora, un altre quebequès, Benoît Charest, va guanyar el premi a la millor música. Mentre que Bon Voyage de Jean-Paul Rappeneau, amb 11 nominacions, només va guanyar tres premis: millor actor revelació, millor fotografia i millor decorat, i A la boca no d'Alain Resnais, de nou nominacions només en va guanyar dos: millor actor secundari i millor vestuari. Com a fets destacats, el premi al millor actor el va guanyar el veterà actor egipci Omar Sharif mentre que Julie Depardieu, filla de Gérard Depardieu, va guanyar el premi a la millor actriu secundària i el premi a la millor actriu revelació.
La nit també va tenir el seu moment reivindicatiu. El 2003 el MEDEF i tres sindicats més van renegociar els annexos VIII i X del conveni dels treballadors intermitents d'entreteniment, de tala manera que les 507 hores de treball que havien de compensar en 12 mesos passaven a compensar-se en 10. Això va provocar que un piquet format per un centenar de treballadors es concentrés a les portes de la cerimònia. Amb tot el públic dempeus, Agnès Jaoui es va encarar amb el ministre de cultura i va dir:
| « | Si persisteix, senyor Aillagon, en dir que l'hem llegit malament, vosté ens va escoltar malament. Sempre hi ha maneres d'estalviar diners en Cultura, Recerca i Arqueologia. Defensem una certa idea d'excepció cultural. L'estàs destruint amb lleis absurdes […]. Espero no haver-me equivocat i que no m'he posat mai en contacte amb Medef. | » |

## Guanyadors i nominats
Els guanyadors s'indiquen en negreta.
| Millor pel·lícula - Les Invasions barbares de Denys Arcand - Bon Voyage de Jean-Paul Rappeneau - A la boca no d'Alain Resnais - Les Sentiments de Noémie Lvovsky - Les Triplettes de Belleville de Sylvain Chomet                | Millor director - Denys Arcand per Les Invasions barbares - Lucas Belvaux per Après la vie, Cavale et Un couple épatant - Jean-Paul Rappeneau per Bon Voyage - Claude Miller per La Petite Lili - Alain Resnais per A la boca no                                                                                             |
| Millor actor - Omar Sharif per Monsieur Ibrahim et les Fleurs du Coran - Daniel Auteuil per Après vous - Jean-Pierre Bacri per Les Sentiments - Gad Elmaleh per Chouchou - Bruno Todeschini per Son frère                        | Millor actriu - Sylvie Testud per Stupeur et Tremblements - Josiane Balasko per Cette femme-là - Nathalie Baye per Les Sentiments - Isabelle Carré per Les Sentiments - Charlotte Rampling per La piscina |
| Millor actor secundari - Darry Cowl per A la boca no - Clovis Cornillac per À la petite semaine - Yvan Attal per Bon Voyage - Jean-Pierre Marielle per La Petite Lili - Marc Lavoine per Le Cœur des hommes                      | Millor actriu secundària - Julie Depardieu (Jeanne-Marie) per La Petite Lili - Judith Godrèche (Estelle) per France Boutique - Géraldine Pailhas (Helena) per Le Coût de la vie - Isabelle Nanty (Arlette Poumaillac) per A la boca no - Ludivine Sagnier (Julie) per La piscina                                             |
| Millor actor revelació - Grégori Dérangère per Bon voyage - Nicolas Duvauchelle per Les Corps impatients - Pascal Elbé per Père et Fils - Grégoire Leprince-Ringuet per Les Égarés - Gaspard Ulliel per Les Égarés               | Millor actriu revelació - Julie Depardieu per La Petite Lili - Marie-Josée Croze per Les Invasions barbares - Dinara Drukarova per Depuis qu'Otar est parti... - Sophie Quinton per Qui a tué Bambi ? - Laura Smet per Les Corps impatients                                                                                  |
| Millor pel·lícula estrangera - Mystic River de Clint Eastwood, () - Les hores de Stephen Daldry, ( ) - Gangs of New York de Martin Scorsese, () - Elephant de Gus Van Sant, () - El retorn d'Andrei Zviàguintsev, ()             | Millor primera pel·lícula - Depuis qu'Otar est parti… de Julie Bertuccelli - Il est plus facile per un chameau... de Valeria Bruni Tedeschi - Père et Fils de Michel Boujenah - Qui a tué Bambi ? de Gilles Marchand - Les Triplettes de Belleville de Sylvain Chomet                                                        |
| Millor pel·lícula de la Unió Europea - Good Bye, Lenin! de Wolfgang Becker, () - Dogville de Lars von Trier - La meglio gioventù de Marco Tullio Giordana - Respiro de Emanuele Crialese - The Magdalene Sisters de Peter Mullan | Millor guió original o adaptació - Denys Arcand per Les Invasions barbares - Lucas Belvaux per Un couple épatant, Cavale i Après la vie - Julie Bertuccelli, Roger Bohbot, Bernard Renucci per Depuis qu'Otar est parti... - Alain Corneau per Stupeur et Tremblements - Patrick Modiano, Jean-Paul Rappeneau per Bon Voyage |
| Millor música - Benoît Charest per Les Triplettes de Belleville - Stephan Eicher per Monsieur N. - Bruno Fontaine per A la boca no - Gabriel Yared per Bon voyage                                                                | Millor fotografia - 'Thierry Arbogast per Bon Voyage - Pierre Aïm per Monsieur N. - Agnès Godard per Les Égarés |
| Millor decorat - Jacques Rouxel, Catherine Leterrier per Bon voyage - Patrick Durand per Monsieur N. - Jacques Saulnier per A la boca no                                                                                         | Millor muntatge - 'Danielle Anezin, Valérie Loiseleux, Ludo Troch, per Un couple épatant, Cavale et Après la vie (« trilogie ») - Hervé de Luze per A la boca no - Marilyne Monthieux per Bon Voyage |
| Millor so - Jean-Marie Blondel, Gérard Hardy, Gérard Lamps per A la boca no - Pierre Gamet, Jean Goudier, Dominique Hennequin per Bon Voyage - Olivier Goinard, Jean-Pierre Laforce, Jean-Paul Mugel per Les Égarés              | Millor vestuari - Jackie Budin per A la boca no - Catherine Leterrier per Bon Voyage - Carine Sarfati per Monsieur N. |
| Millor curtmetratge - L'Homme sans tête de Juan Solanas - La Chatte andalouse de Gérald Hustache-Mathieu - J'attendrai le suivant de Philippe Orreindy - Pacotille d'Éric Jameux                                                 | César d'honor - Micheline Presle |